# Biddy Mason

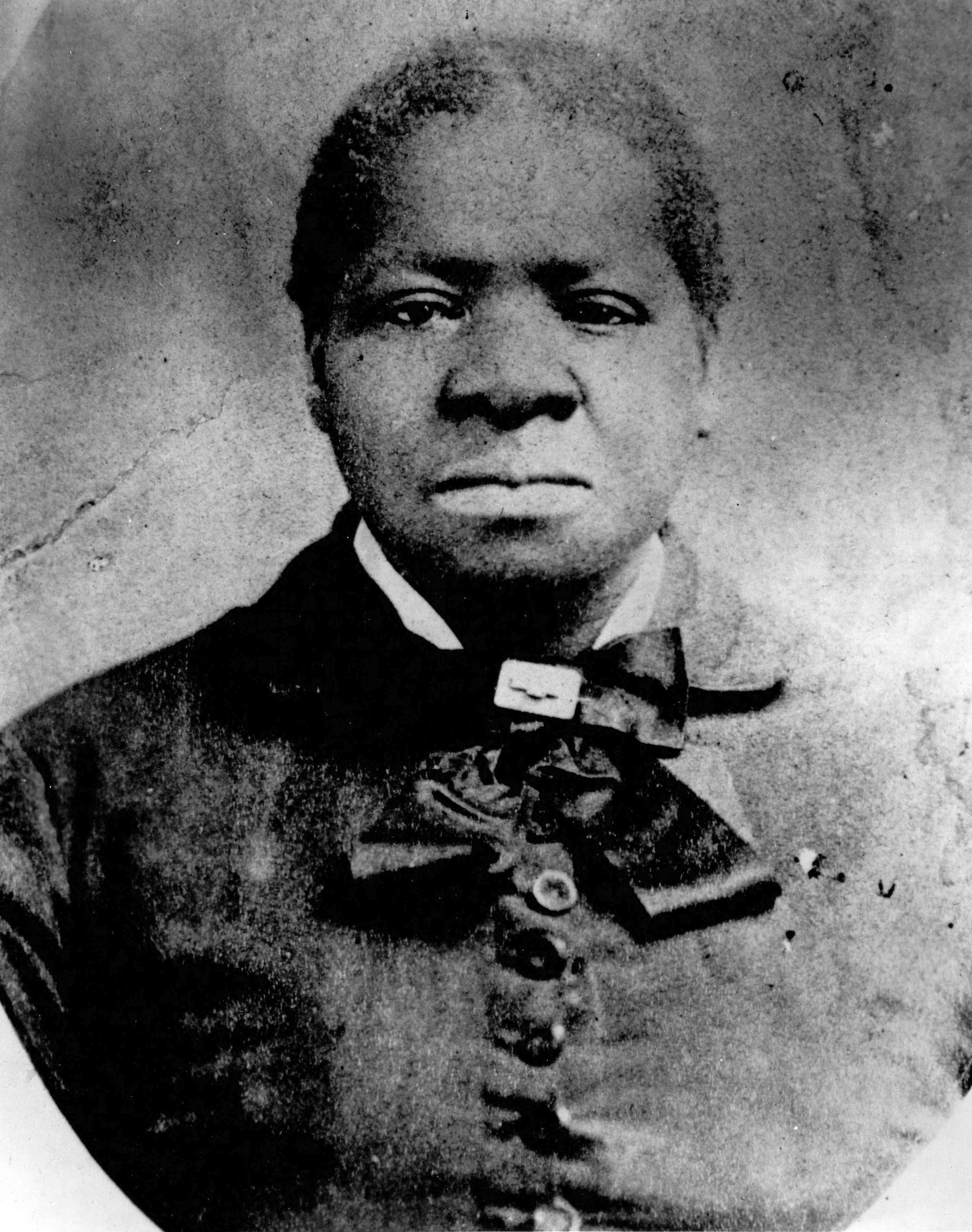
Biddy Mason

Bridget „Biddy“ Mason (* 15. August 1818 in Hancock County, Georgia; † 15. Januar 1891 in Los Angeles) war eine US-amerikanische Hebamme, Sozialreformerin und Bürgerrechtlerin. Ursprünglich in die Sklaverei geboren, erstritt sie im freien Bundesstaat Kalifornien vor Gericht die Freiheit für sich selbst und ihre Familie. Nach ihrer Befreiung erwirtschaftete sie ein Vermögen, das sie zur reichsten schwarzen Frau westlich des Mississippi machte. In Los Angeles stiftete sie u. a. ein Waisenhaus und die First African Methodist Episcopal Church of Los Angeles. Ihr ist der Biddy Mason Memorial Park in Los Angeles gewidmet.

## Leben

### Sklaverei
Biddy Mason wurde 1818 in Georgia unter dem Namen Bridget in die Sklaverei geboren. Die Namen ihrer Eltern sind unbekannt. Bereits in einem sehr jungen Alter wurde sie von ihren Eltern getrennt und verbrachte den Großteil ihrer Kindheit auf der Plantage ihres Besitzers John Smithson. Da es verboten war, Sklaven zu unterrichten, lernte sie nie lesen und schreiben, wurde allerdings in traditionell überlieferten Heilungsmethoden, Kräuterkunde und Pflege unterrichtet. Später nutzte sie diese Kenntnisse, um eine erfolgreiche Karriere als Hebamme und Pflegerin zu beginnen.
1836 verschenkte Smithson vier seiner Sklaven anlässlich ihrer Hochzeit an seine Cousine Rebecca Smith, unter ihnen die achtzehnjährige Biddy Mason und ihre Schwester Hannah. Die Smiths besaßen eine Plantage in Logtown, Mississippi und eigenen Angaben zufolge kümmerte Mason sich um die oft kränkelnde Rebecca Smith sowie deren sechs Kinder. Sowohl Mason selbst als auch ihre Schwester wurden während ihrer Sklaverei sexuell ausgebeutet. Von Historikern wird ihr Besitzer Robert Smith als der Vater von Biddy Masons drei und Hannahs neun Kindern betrachtet.
Nach ihrer Konvertierung zum Mormonentum wanderten die Smiths 1848 mit ihren Sklaven und drei weiteren Familien nach Westen aus, wo auf dem Gebiet des heutigen Bundesstaates Utah neue Mormomensiedlungen entstehen sollten. Die Reise, die von Mason und den anderen Sklaven zu Fuß zurückgelegt wurde, dauerte sieben Monate. In dieser Zeit kochte Mason für die weißen Familien, baute die Nachtlager auf und trieb das Vieh voran, während sie sich gleichzeitig um ihre beiden kleinen Töchter und ihr Neugeborenes kümmerte. Nach Ende der Reise blieb sie bei den Smiths für drei Jahre im heutigen Holladay.
1851 folgte Robert Smith der Aufforderung seines Kirchenoberhaupts, eine mormonische Siedlung in Kalifornien zu errichten, und zog mitsamt seinen Sklaven nach San Bernadino. Es ist unbekannt, ob er nicht wusste oder schlichtweg ignorierte, dass Kalifornien ein freier Staat war, wo Sklaverei verboten war. Innerhalb der fünf Jahre, die sie in Smiths Haushalt in San Bernadino verbrachte, freundete Mason sich mit freien Schwarzen an, darunter die Familien Owens und Rowan, die sie ermutigten, für ihre Freiheit zu klagen. Mit ihrer Hilfe setzte die Analphabetin Mason eine Petition für ihre Freiheit sowie die ihrer Verwandten auf. Als Smith im Jahr 1855 nach Texas umsiedeln wollte, wo er seine Sklaven behalten konnte, umstellten die Owens und andere Freunde der Masons in den Santa Monica Mountains seinen Wagenzug und hinderten ihn am Fortkommen. Mit Hilfe des Sheriffs wurden Mason und ihre Familie zu ihrem eigenen Schutz unter Arrest gestellt, so dass Smith sie nicht gegen ihren Willen fortbringen konnte.
Vom 19. bis 21. Januar 1856 stritt Biddy Mason als offizielles Familienoberhaupt ihrer Verwandten vor Gericht für ihre Freiheit. Der Fall erregte öffentliches Aufsehen, da laut kalifornischem Gesetz Schwarze und Indianer nicht gegen Weiße als Zeugen aussagen durften. Sie hatte aus diesem Grund ihre Aussage in einem privaten Gespräch mit dem Richter Benjamin Hayes in Anwesenheit von zwei Zeugen gemacht. Dank dieser Aussagen konnte Hayes feststellen, dass Mason und ihre Verwandten aufgrund mangelnder Bildung keine informierte Zustimmung zu einer Reise in einen Sklavenstaat geben konnten. Smith argumentierte, dass die Sklaven zu seiner Familie gehörten und er somit als Familienoberhaupt rechtmäßig ihr Vormund war. Zusätzlich bestach und bedrohte er Masons Anwalt, der sich daraufhin aus dem Fall zurückzog. Als zusätzlich herauskam, dass Smith sowohl Mason als auch ihre Schwester bedrohte und durch seinen Aufseher versucht hatte, zwei der schwarzen Kinder nach Texas zu schmuggeln, war sein Ruf so beschädigt, dass er Los Angeles verlassen musste. Biddy Mason und ihre Kinder sowie ihre Schwester und deren Kinder erhielten ihre Freiheit.

### Freiheit
Nach der erfolgreichen Klage für ihre Freiheit blieb Biddy Mason mit ihrer Familie auf Einladung von Robert Owens und seiner Familie in Los Angeles und nahm offiziell den Nachnamen Mason an, möglicherweise in Anlehnung an den Mormonenführer Amasa Mason Lyman. Auf der Suche nach Arbeit fand sie bei dem Arzt John S. Griffin eine Anstellung als Hebamme und Pflegerin. Ihr Gehalt ermöglichte es ihr, ihren Töchtern eine Ausbildung zukommen zu lassen. Da Griffin sowohl für das County Hospital als auch das County Jail der behandelnde Arzt war, arbeitete Mason in beiden Institutionen. Insbesondere im Gefängnis erarbeitete sie sich Anerkennung, als sie sich 1860 aufopferungsvoll um an Pocken erkrankte Insassen kümmerte. Auch versorgte sie die Sträflinge mit selbstgekochtem Essen.
Innerhalb der nächsten Jahre half Mason Zeitzeugen zufolge Kindern aus allen Schichten auf die Welt. Ludwig Salvator sagte über sie: „Sie war gefragt als Hebamme und holte in dieser Eigenschaft viele Kinder der frühen Pionierfamilien auf die Welt.“ Nach zehn Jahren hatte sie genug ihres Gehalts gespart, um in Immobilien zu investieren. Auch gaben ihr einige Patienten Grundstücke als Bezahlung. Nach und nach kaufte sie mehrere Grundstücke auf, was sie zu einer der ersten schwarzen Grundbesitzerinnen in Los Angeles machte. Als die Stadt wuchs, rückten ihre Besitztümer in das Stadtzentrum. Durch geschickte Geschäfte konnte sie ihre Grundstücke gewinnbringend verkaufen und galt kurz vor ihrem Lebensende mit einem Vermögen von 300.000 US-Dollar (heutzutage ca. 7.000.000 US-Dollar) als die reichste schwarze Frau westlich des Mississippi. Auch ermöglichte sie dadurch ihrem Enkelsohn Robert Curry Owens eine politische Karriere. Sie selbst lebte noch für 18 Jahre nach dem Kauf in einer kleinen Mietwohnung und zog erst im Alter in eins ihrer Häuser.
Zusätzliche Bedeutung erlangte Biddy Mason durch ihr soziales Engagement in ihrer Gemeinde. Eins ihrer Besitztümer in der Spring Street nutzte sie 1872 für die Gründung der ersten African Methodist Episcopal Church in Los Angeles, was zugleich die erste schwarze Kirche der Gemeinde war. Mason bezahlte sowohl die Grundsteuern für den Kirchenbesitz als auch das Gehalt des Pfarrers aus eigener Tasche. Einige ihrer Grundstücke spendete sie für Schulen, Waisen- und Krankenhäuser und half bei der Einrichtung von Kindertagesstätten, um berufstätige Eltern zu entlasten. Während einer Überschwemmung in den frühen 1880er-Jahren, als viele Menschen ihr Zuhause verloren, organisierte Biddy Mason die kostenfreie Ausgabe von Lebensmitteln an die Betroffenen und bezahlte die Rechnung dafür ebenfalls selbst. Die Times schrieb über sie: „In den Slums der Stadt war sie als Großmama Mason bekannt und war aktiv daran beteiligt, die Ärmsten von Los Angeles aufzurichten.“ Ihre Nachkommen schreiben ihr den Ausspruch zu: „Wenn du deine Hand geschlossen hältst, kann nichts Gutes hineinkommen. Die offene Hand ist gesegnet, denn sie gibt im Übermaß, selbst wenn sie empfängt.“ Ihr Haus wurde ein solcher Anlaufpunkt für Bedürftige, dass laut der Times Masons Enkelsohn, als seine Großmutter zu alt und schwach wurde, jeden Morgen am Tor eine Schlange von Hilfesuchenden abweisen musste.
Biddy Mason starb am 15. Januar 1891 und wurde auf dem Evergreen Cemetery in Boyle Heights bestattet.

## Nachkommen
Während ihrer Zeit als Sklavin bekam Biddy Mason drei Kinder, als deren Vater ihr Besitzer Robert Smith vermutet wird:
- Ellen Mason (* 15. Oktober 1838); ∞ Charles Owens, gemeinsamer Sohn Robert Curry Owens
- Ann Mason (* ca. 1844)
- Harriet Mason (* ca. 1848)

## Würdigungen

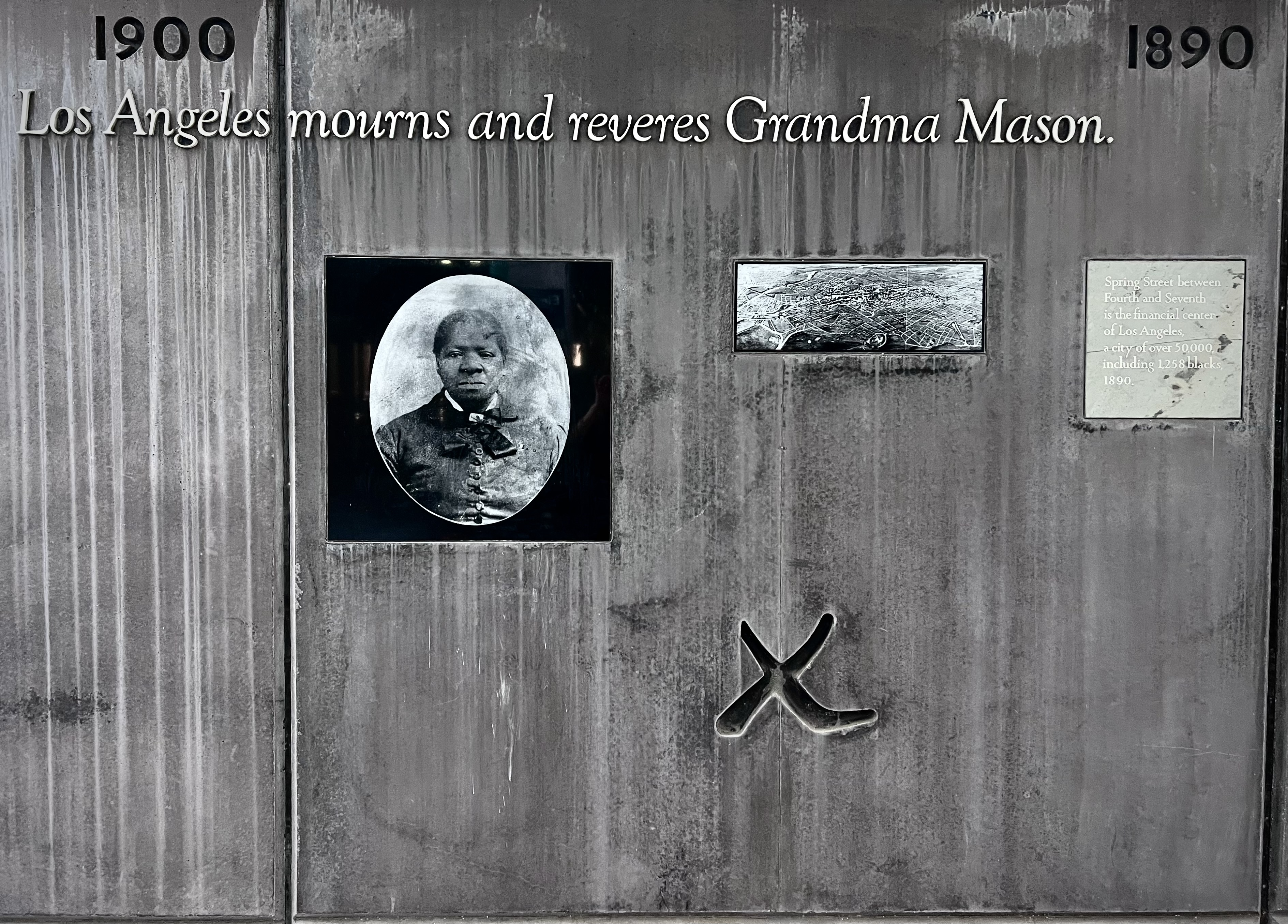
Biddy Mason Memorial in Los Angeles

Der Künstler Bernard Zakheim setzte in den 1930er-Jahren Biddy Mason in seinem Wandgemälde The History of Medicine in California an der University of California, San Francisco ein Denkmal. Sie ist zwischen den weißen Ärzten John S. Griffin und Joseph Pomeroy Widney abgebildet, während sie sich um einen an Malaria erkrankten Soldaten kümmert.
1988 nahm das California Afro-American Museum Biddy Mason in ihre Ausstellung Black Angelenos auf. Im selben Jahr stiftete die First African Methodist Episcopal Church of Los Angeles ihr einen Grabstein, der sie als Mitbegründerin der Kirche benennt. Ein Jahr später wurde der Biddy Mason Park entworfen, in dem Masons Lebensgeschichte auf einer Mauer dargestellt und sie selbst mit einem Wandbild geehrt wurde. Der 16. November 1989 wurde als Biddy Mason Day gefeiert.
2012 gründeten Biddy Masons Nachkommen The Biddy Mason Foundation, die sich für Bildung und medizinische Versorgung für sozial Benachteiligte engagiert.
2013 gründete die First African Methodist Episcopal Church of Los Angeles die Biddy Mason Charitable Foundation. Seit 2016 ist die Stiftung eine unabhängige gemeinnützige Einrichtung, die sich insbesondere um Pflegekinder kümmert. 2020 eröffnete die Foundation das Biddy Mason Center.

## Weiterführende Literatur
- Tricia Martineau Wagner: The Open Hand: Biddy Mason. In: African American Women of the Old West. Twodot 2007, ISBN 978-0-7627-3900-4
- Jean Kinney Williams: Bridget "Biddy" Mason : from slave to businesswoman. Compass Point Books 2006, ISBN 0-7565-1001-5
- Jeri Ferris: With open hands : a story about Biddy Mason. Carolrhoda Books 1999, ISBN 1-57505-330-6